# 화산쥐
화산쥐 또는 자바땃쥐쥐(Mus vulcani)는 쥐과 생쥐속에 속하는 설치류의 일종이다. 인도네시아의 토착종이다.

## 특징
꼬리 길이 21mm를 제외한 몸길이가 95mm인 작은 설치류로 발길이는 21mm, 귀 길이는 18mm이다.